# SS Great Britain

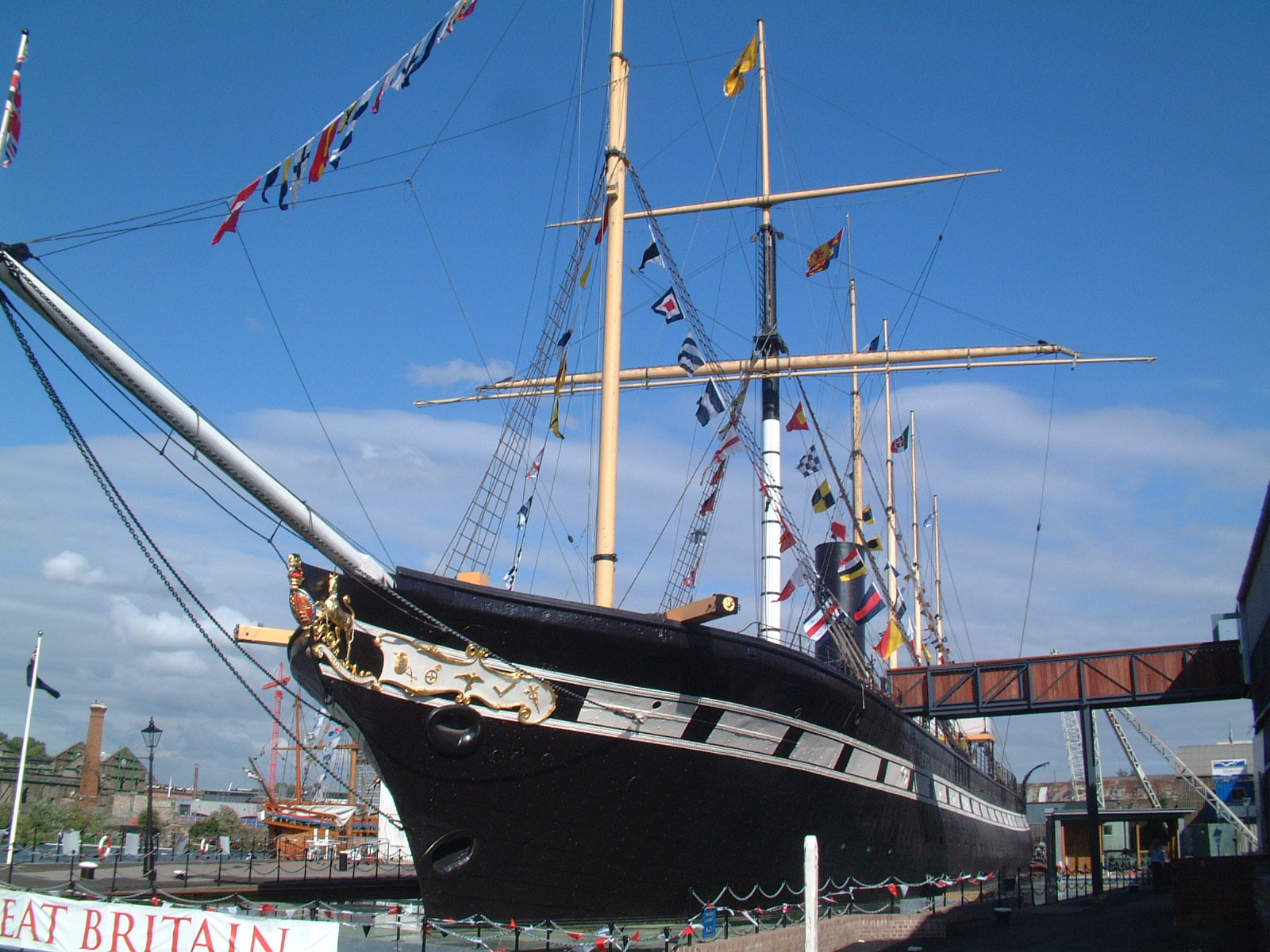
SS "Great Britain" w suchym doku w Bristolu (2005 r.)

SS Great Britain – pierwszy statek o kadłubie z żelaza i napędzany śrubą, który pływał na trasach transatlantyckich pomiędzy Bristolem a Nowym Jorkiem. Zwodowany w 1843 roku został okrzyknięty "Największym eksperymentem od czasu Genesis". Został zaprojektowany przez brytyjskiego inżyniera Isambarda Kingdoma Brunela. Statek posiadał szereg innowacyjnych rozwiązań technicznych jak: żelazny kadłub, napęd śrubą zamiast kół łopatkowych czy największy pod względem mocy silnik parowy - 1000 KM. W 1852 roku po wycofaniu ze służby jako liniowiec był używany (po modernizacji) jako kliper wożący emigrantów do Australii. W 1882 został zaadaptowany jako statek towarowy pływający do obu Ameryk. W 1886 statek uszkodzony przez sztorm nieopodal przylądka Horn został skierowany przez jego kapitana Henry'ego Stapa na Falklandy. Decyzją właścicieli statek został przekazany Falkland Islands Company. Później statek służył m.in. jako pływający magazyn do roku 1933. W roku 1970 statek wyruszył w swój ostatni rejs przez Atlantyk na gigantycznym pontonie. Poddany został remontowi i 13 kwietnia 1970 roku ponownie zwodowany w Bristolu. Statek wrócił po 127 latach do tego samego doku, w którym został zbudowany. Obecnie, po gruntownej odbudowie, statek stoi w suchym doku i pełni funkcję muzeum. Można w nim zobaczyć m.in. maszynownie, kuchnie, ładownie czy kajuty pasażerów. Dzięki ustawieniu statku w suchym doku można także zejść pod statek.
Trzymiesięczną podróż do Australii na pokładzie tego statku opisał w swoich wspomnieniach Seweryn Korzeliński.